# Margarita Gerasimowa
Margarita Gerasimowa, bułg. Маргарита Герасимова (ur. 6 stycznia 1951) – bułgarska siatkarka, reprezentantka kraju, brązowa medalistka olimpijska (1980).
Podczas igrzysk w Moskwie w lipcu 1980 roku zdobyła brązowy medal olimpijski w turnieju kobiet. Bułgarska reprezentacja zajęła wówczas trzecie miejsce, przegrywając z zespołami ze Związku Radzieckiego i Niemieckiej Republiki Demokratycznej. 